# Дентальная салфетка
Дентальные салфетки — средство гигиены полости рта для детей раннего возраста, которые ещё не могут пользоваться зубной щёткой. При помощи таких салфеток взрослый удаляет из полости рта ребёнка — с зубов и десен — остатки пищи, которые могут служить питательной средой для развития кариесогенных микроорганизмов.

## Конструкция дентальных салфеток
Салфетка представляет собой изделие из нетканого материала, пропитанное специальным раствором (см. Состав пропитки), и герметично запечатанное в пакетик-саше. Каждый пакетик содержит одну салфетку, рассчитанную на одно применение. Салфетки в виде рулона, упакованные в банку с крышкой, менее гигиеничны. Существуют также салфетки в виде колпачков, надеваемых на палец взрослого, или так называемые напальчники. Эффективность таких салфеток ниже за счёт меньшей площади материала.

## Пропитка салфетки
Пропитка смягчает механическое воздействие салфетки на нежные десны ребёнка и повышает эффективность очищения. В составе пропитки могут присутствовать различные вещества, обладающие защитными и целебными свойствами. Например, ксилит эффективен как средство профилактики кариеса.
Таким образом, дентальные салфетки могут не только механически очищать зубы и десны от остатков пищи, но и укреплять зубную эмаль, бороться с воспалительными процессами в полости рта и т. п. Также пропитка может быть ароматизирована. Салфетки с приятным ароматом воспринимаются детьми более позитивно, что облегчает всю процедуру ухода за полостью рта.
Поскольку дентальные салфетки используются для детей раннего возраста, как салфетка, так и пропитка, должны отвечать требованию гипоалергенности.